# Schloss Haimendorf

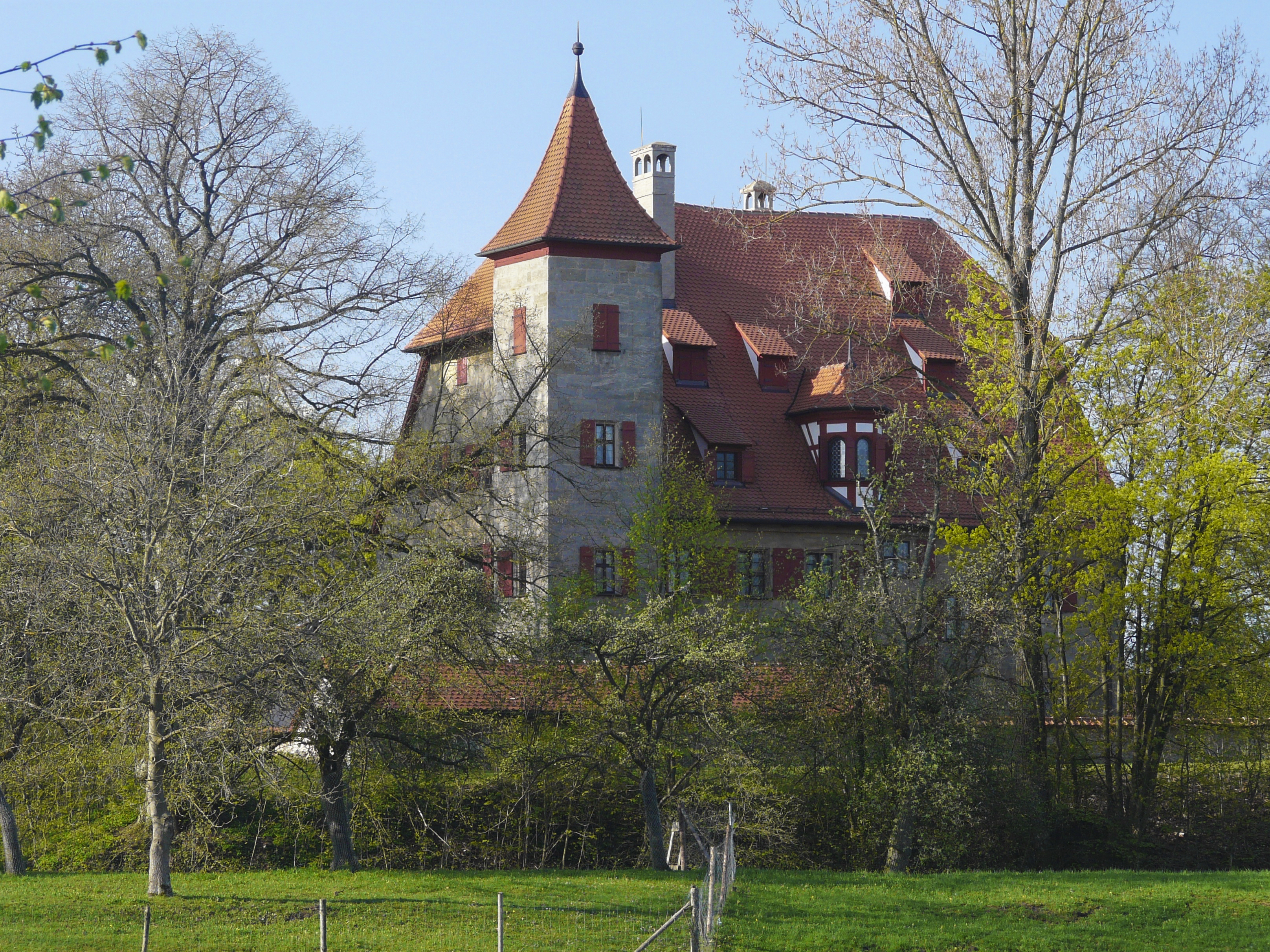
Schloss Haimendorf von Norden

Das Fürerschloss, auch als Schloss Haimendorf bezeichnet, ist ein Schloss der Renaissance in Haimendorf, einem Gemeindeteil der Stadt Röthenbach an der Pegnitz im Landkreis Nürnberger Land. Es gilt als einer der bedeutendsten und besterhaltenen Adelssitze der Renaissance in Franken.

## Geschichte
Mit „Heroldus de Heimendorf“ als Zeuge tritt der Ort Haimendorf in einer Urkunde des Reichsministerialen Ulrich von Königstein von 1238 erstmals in Erscheinung. In Urkunden von 1300 bis 1311 wird der Ministeriale „Friedrich von Haimendorf“ genannt, dessen Familie den Rittersitz bis etwa 1380 besaß. Er kam danach an verschiedene Besitzer, unter anderem (nach 1387) an den reichen Montanunternehmer Herdegen Valzner. 1448 folgten die von Seckendorff, die Haimendorf 1452 an den Nürnberger Patrizier Herdegen Tucher veräußerten. 1476 kam der Besitz schließlich mit der Heirat der Anna Tucher an Sigmund Fürer. Seither ist er Stammsitz der Nürnberger Patrizierfamilie der Fürer von Haimendorf.
Wahrscheinlich ist die Haimendorfer Burg bereits im Ersten Markgrafenkrieg 1449 zerstört worden. Ab 1512 ließ der Sohn von Anna und Sigmund, Christoph I. Fürer, ein neues Fachwerkgebäude auf einem hohen massiven Sockelgeschoss erbauen, doch bereits 1552 zerstörte im Zweiten Markgrafenkrieg der Markgraf von Ansbach, Albrecht Alkibiades, diesen Neubau. Der Administrator der Familienstiftung Carl Fürer und seine Brüder ließen das Schloss von 1562 bis 1566 wieder aufbauen. Carl Fürer und sein berittener Knecht wurden 1567 auf dem Weg nach Haimendorf an der Straße von Schwaig nach Diepersdorf von Räubern erschlagen. An dieses Ereignis erinnert bis heute am Tatort der sogenannte Fürerstein.

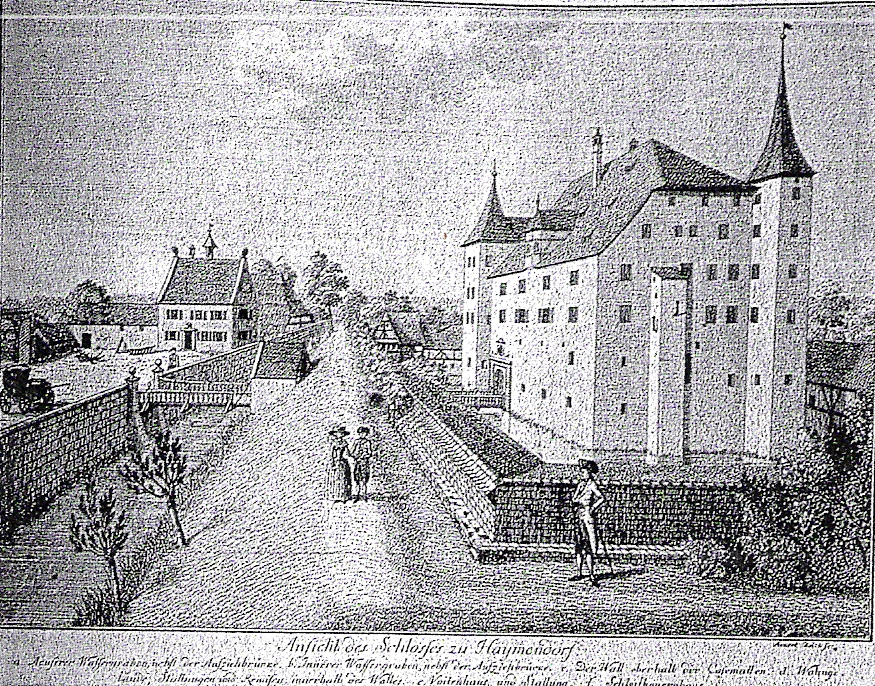
Das Fürerschloss um 1790 mit Wall und Gräben

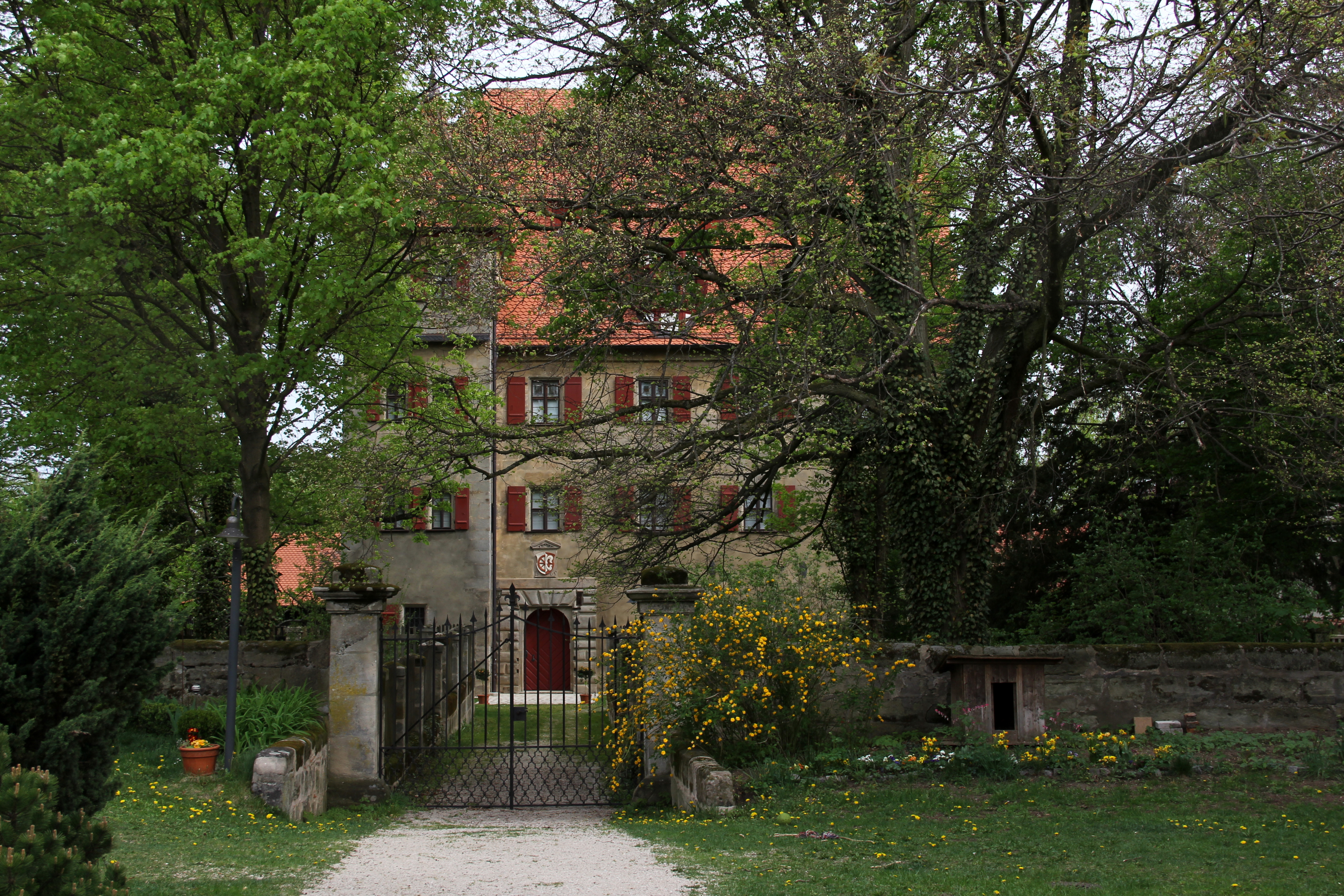
Das Eingangstor zum Schloss

Bei dem Neubau des Schlosses wurden die Fundamente und Mauern des Vorgängerbaues genutzt, das Gebäude jedoch auf einem Pfahlrost in den Wassergraben hinein vergrößert. In dieser Form ist das Schloss bis heute erhalten, samt originalem Krüppelwalmdach mit zwei Ecktürmen samt Spitzhelmen.
Das Gebäude zeigt sich heute steinsichtig, Fassungsreste aus der Bauzeit zeigen jedoch einen hellroten Fassadenanstrich mit weißem Scheinfugennetz. Über dem Eingang befindet sich das Wappen der Fürer mit der Jahreszahl „1565“. Das Herrenhaus stand einst in einem inneren Wassergraben, dem im Abstand von etwa 10 Metern eine hohe innere Wallanlage folgte. Diese wurde von einem teilweise bis heute erhaltenen zweiten, ebenfalls mit Werksteinmauerwerk gefütterten Wassergraben umfasst. Von der im Süden des Schlosses gelegenen Vorburg gelangte man ursprünglich auf Zugbrücken über die Wassergräben. Im 19. Jahrhundert wurden die Wälle der Süd- und Westseite abgetragen, die Gräben aufgefüllt und in Gartenanlagen verwandelt. Das Innere hat weitgehend die bauzeitlichen Konstruktionen und Ausstattungen bewahrt.
Ende der 1990er Jahre übernahm Marie-Luise Fürer von Haimendorf-Edle von Oetinger die Restaurierung des Schlosses. Nach ihrem Tod 2005 führte ihr Mann, Bolko von Oetinger, mit Unterstützung der drei Töchter die Arbeiten in ihrem Sinne fort. Bei den um 2006 erfolgten Instandsetzungsmaßnahmen wurde deutlich, dass im Erdgeschoss des Schlosses noch erhebliche Teile der älteren Anlage von 1515 integriert wurden.
Das dem Schloss vorgelagerte Voitenhaus wurde 1758 umgebaut und mit einem Glockenturm mit Schlaguhr ausgestattet. Der angebaute Stall soll auf das Jahr 1881 zurückgehen. Der große Schloss-Stadel im Vorhof, 1605 erbaut, war 1750 derart schadhaft, dass er unter Carl Gottlieb Fürer erneuert werden sollte.
2011 wurde die Restaurierung in München mit dem Denkmalpreis der Hypo-Kulturstiftung prämiert. Schloss Haimendorf gilt als einer der bedeutendsten und besterhaltenen Adelssitze der Renaissance in Franken. Es ist im Wesentlichen so erhalten, wie es 1565 erbaut wurde.

## Beschreibung
Das Baudenkmal (Aktennummer D-5-74-152-28) ist in der Liste der Baudenkmäler in Röthenbach an der Pegnitz des Bayerischen Landesamtes für Denkmalpflege aufgeführt und ist folgendermaßen beschrieben:
Schloss, Herrensitz Fürerschloss:
- Dreigeschossiger, rechteckiger Sandsteinquaderbau, Satteldach mit Krüppelwalm, zwei eingebaute Ecktürme mit Spitzhelm, 1515 und 1564, bezeichnet „1565“; mit Ausstattung
- Um das Schloss geführter Innenwall: mit Mauer, Graben und Außenwall
- Treppenzugang zu ehemaliger Gartenterrasse
- Nebengebäude mit Fachwerkobergeschoss, 1863 über älterem Kern; an Mauer gelehnt

(zugehörig das) Voitenhaus (D-5-74-152-13):
- dem Schloss vorgelagerter zweigeschossiger Sandsteinquaderbau, 18. Jahrhundert
- anschließender ehemaliger Stallbau: Erdgeschoss Sandstein, Obergeschoss Fachwerk, bezeichnet „1881“
- gegenüber Scheune: Fachwerkbau, 18. Jahrhundert
- Backofen: 18. Jahrhundert
- Hofmauer mit Rundbogentor: 18. Jahrhundert, Zinnenbekrönung wohl 19. Jahrhundert